# Horatio Walker
Pour les articles homonymes, voir Walker.
Horatio Walker (12 mai 1858 - 27 septembre 1938), est un peintre et photographe canadien.

## Biographie
Natif de Listowel en Ontario, il est issu du mariage de Thomas Walker, lui-même originaire du Yorkshire, et de Jeanne Maurrice. Il a des racines normandes à travers sa grand-mère paternelle. 
Il reçoit une bonne éducation à Listowel, y faisant ses études primaires et secondaires, mais il fait souvent l'école buissonnière et préfère les forêts du comté de Perth.  À douze ans, il fait une visite avec son père à Québec et il est marqué par la beauté et la fraîcheur de la vieille capitale. Le jeune Walker manifeste le désir d'y habiter un jour.
Son père Thomas l'aide à développer ses talents artistiques. Il l'envoie étudier la photographie de 1873 à 1876 auprès de John Arthur Fraser et William Notman à Toronto. Horatio devient l'ami du peintre Homer Watson. Robert Gagen devient son mentor. Il étudie en compagnie de Farquhar McGillivray Knowles et voyage en Espagne. 
Walker se rend à l'Exposition universelle de Philadelphie en 1876 et découvre les maîtres européens. Il habite à Rochester jusqu'en 1885, où il exerce le métier de photographe et de peintre. Walker s'inspire alors des philosophes grecs ainsi que de Vélasquez, Michel Ange et Joseph Mallord William Turner.

Monument à Horatio Walker sur la place Saint Roch

En 1880, il s'installe dans le village de L'Épiphanie où il commence ses esquisses picturales et cultive la vie de simplicité. Walker a l'habitude de prendre de longues marches entre Portneuf et Charlevoix. Il tisse des liens avec les Canadiens-Français, agissant pour eux comme un phare vers le monde extérieur. 
Il se rend à Rome et rencontre le pape Léon XIII pour recevoir une bénédiction de ses chapelets. Il gagne son premier prix à New York en 1881 puis il est admis dans l'American Watercoulour  Societyen 1882 pour Le porcher des porcs.
En 1883, il réalise son rêve en s'installant à Québec, ouvrant un atelier à l'hôtel Clarendon. Il est admis dans la société des artistes américains en 1887 et dans le National Academy of Design en 1891. Walker aborde plusieurs techniques artistiques : aquarelle, encre, fusain, huile et cherche à peindre la toile du pays. 
Il s'associe au marchand new-yorkais Newman Montross, qui réussit à accroître la demande pour ses œuvres. En 1899, la Galerie nationale du Canada achète son Bœufs à l'abreuvoir pour dix mille dollars, ce qui lui permet de vivre confortablement.
Sa peinture idéalise la vie rurale québécoise dans un art pastoral, exprimant la dignité de l'habitant. Lors d'une exposition à Londres en 1901, lArt Journal le compare à Jean-François Millet en raison de son attachement aux valeurs de l'école de Barbizon. Il reçoit les éloges des critiques Sadakichi Hartmann et Gilbert Parker  en 1902. Pendant les années 1900, il est le plus célèbre des peintres canadiens. Il habite à Londres mais il revient à l'île d'Orléans à tous les étés pour peindre.
Walker devient membre de la Académie royale des arts du Canada et du Canadian Art Club, dont il devient le président en 1915. Il est également reçu à l'American Watercolour Society. 
Walker se lie d'amitié avec le peintre Clarence Gagnon. Même s'il n'a pas beaucoup de sympathie pour l'impressionnisme, le futurisme et le cubisme, il accueille dans son atelier des artistes modernes comme Maurice Denis, George Desvallières, Henri Charlier et Paul Bellot. 
Walker développe un goût pour Paul Cézanne et il rencontre Henri Matisse et Augustus John à Pittsburgh. Il valorise les œuvres de Cornelius Krieghoff, qui peignait dans le même style que lui un siècle plus tôt.
Il étudie les œuvres des jeunes artistes canadiens qui ne le connaissent pas en personne comme Octave Bélanger, Georges Duquette, Ozias Leduc, Guido Nincheri, Robert Pilot et Gordon Pfeiffer.
Très dévoué envers l'éducation artistique au Canada, il accepte temporairement de diriger l'École des beaux-arts de Québec à la demande d'Athanase David et de Charles-Joseph Simard et il cherche à ce que ses peintures restent dans la province de Québec. Dès 1930, Le Musée national des beaux-arts du Québec acquiert des œuvres de l'artiste.
La Première Guerre mondiale signifie une diminution d'activité pour lui et les autres artistes de sa génération. S'étant retiré définitivement à l'Île d'Orléans dans les années 1920, il travaille dans son petit atelier jusqu'à la fin de ses jours. 
En 1934, il déclare que pour lui, l'art est de peindre ce qu'il voit, tout en rejetant l'influence des religions sur ses peintures. Il meurt à Sainte-Pétronille au Québec en 1938 et est inhumé dans la chapelle anglicane du village. La Galerie L'Art français expose ses œuvres.
L'île d'Orléans a nommé une rue en son honneur et un panneau d'interprétation y est installé, en face de sa dernière résidence.

## Hommages
Il a aussi un monument en sa mémoire dans la ville de Québec et un lac porte son nom dans la Réserve faunique des Laurentides.
La rue Horatio-Walker a été nommée en son honneur, en 2006, dans la ville de Québec.
Le fonds d'archives d'Horatio Walker est conservé au centre d'archives de Montréal de Bibliothèque et Archives nationales du Québec.

## Disciples
- Maurice Cullen
- Joseph Saint-Charles
- Rodolphe Duguay
- Clarence Gagnon
- Eugène Hamel
- Charles Huot
- Marc-Aurèle de Foy Suzor-Côté

## Œuvres

### Peintures et aquarelles
- Coin d'une ruelle à Québec, 1884, aquarelle sur papier, 39,1 x 28,3 cm, Musée national des beaux-arts du Québec, Québec[7].
- Le Vieux Four, 1885, aquarelle sur papier 28,4 x 39 cm, Musée national des beaux-arts du Québec, Québec[8].
- Les Battures de l'île aux Grues, 1885, aquarelle sur papier, 43,8 x 59,4 cm, Musée national des beaux-arts du Québec, Québec[9].
- Vent de l'est, la Canardière, 1885, aquarelle sur papier, 33 x 49,3 cm, Musée national des beaux-arts du Québec, Québec[10].
- Intérieur de maison, 1886, aquarelle sur papier, 14 x 23 cm, Musée national des beaux-arts du Québec, Québec[11].
- Étude de bateau, 1886, aquarelle sur papier, 15,1 x 23,4 cm, Musée national des beaux-arts du Québec, Québec[12].
- Étable, 1887, aquarelle sur papier, 15,3 x 22 cm, Musée national des beaux-arts du Québec, Québec[13].
- Étude de maisons, 1887, aquarelle sur papier, 15 x 23,6 cm, Musée national des beaux-arts du Québec, Québec[14].
- L'Église de Saint-Antoine-de-l'Isle-aux-Grues, 1888, aquarelle sur papier, 30,6 x 22,9 cm, Musée national des beaux-arts du Québec, Québec[15].
- La Récolte des patates, 1890, aquarelle sur papier, 47 x 40,4 cm, Musée national des beaux-arts du Québec, Québec[16].
- Le Laboureur, 1890-1895, huile sur toile, 61 x 91.4 cm, Metropolitan Museum of Art, New York[17].
- L'arc-en-ciel, 1893, aquarelle sur papier, 41,7 x 53,8 cm, Musée national des beaux-arts du Québec, Québec[18].
- Le Père Célestin, 1894, aquarelle sur papier, 37,6 x 26,6 cm, Musée national des beaux-arts du Québec, Québec[19].
- Tournant la herse, 1898?, huile sur papier collé sur carton, 18,3 x 24,6 cm, Musée national des beaux-arts du Québec, Québec[20].
- Labour aux premières lueurs du jour, 1900, huile sur toile, 153 x 193,9 cm, Musée national des beaux-arts du Québec, Québec[21].
- Un attelage de bœufs, probablement 1900, huile sur carton, 43 x 54,8 cm, Musée national des beaux-arts du Québec, Québec[22].
- À l'ombre du pommier, 1903, détrempe sur toile, 102,3 x 74,7 cm, Musée national des beaux-arts du Québec, Québec[23].
- Pétronille de Saint-François, 1903?, aquarelle sur papier, 53,3 x 38,9 cm, Musée national des beaux-arts du Québec, Québec[24].
- Les coupeurs de glace, 1904, huile sur toile, 60,9 x 91,5 cm, Musée des beaux-arts de Montréal, Montréal.
- Petits porcs blancs et leur mère, 1911, huile sur toile, 65.8 x 91 cm, Musée des beaux-arts du Canada, Ottawa[25].
- Les Vaches, vers 1915, huile sur toile, 129.9 x 183.3 cm, Musée des beaux-arts du Canada, Ottawa[26].
- Le Crépuscule, 1916, huile sur toile, 172 x 250 cm, Musée national des beaux-arts du Québec, Québec[27].
- L'Aurore, 1916, huile sur toile, 172 x 250 cm, Musée national des beaux-arts du Québec, Québec[28].
- Nus à la chute, 1916?, huile sur toile, 68,3 x 166 cm, Musée national des beaux-arts du Québec, Québec[29].
- Le Printemps, 1916?, huile sur toile, 177 x 157 cm, Musée national des beaux-arts du Québec, Québec[30].
- L'Été, 1916?, huile sur toile, 177 x 157 cm , Musée national des beaux-arts du Québec, Québec[31].
- L'Automne, 1916?, huile sur toile, 177 x 157 cm , Musée national des beaux-arts du Québec, Québec[32].
- L'Enfant prodigue, 1923, huile sur toile, 102,4 x 128 cm, Musée national des beaux-arts du Québec, Québec[33].
- La Traite du matin, 1925, huile sur toile, 127,2 x 102 cm, Musée national des beaux-arts du Québec, Québec[34].
- Vieille Maison à Sainte-Famille, île d'Orléans, 1926, aquarelle sur papier, 27,5 x 40 cm, Musée national des beaux-arts du Québec, Québec[35].
- Nature morte aux canards, 1928, huile sur toile, 43,5 x 56 cm, Musée national des beaux-arts du Québec, Québec[36].
- Noce canadienne, 1930, huile sur toile, 91,4 x 121,8 cm, Musée national des beaux-arts du Québec, Québec[37].
- Moïse et le buisson ardent, 1932, huile sur toile, 168 x 127,4 cm, Musée national des beaux-arts du Québec, Québec[38].
- Jeune fille nourrissant les dindons à l'aube, 1932, huile sur toile, 63,8 x 48,5 cm, Musée national des beaux-arts du Québec, Québec[39].

### Dessins
- Bûcheron se reposant, 1886, fusain sur papier, 54,5 x 39,4 cm, Musée national des beaux-arts du Québec, Québec[40].
- Homme et bœufs au labour, 1892, fusain sur papier, 44,2 x 61 cm, Musée national des beaux-arts du Québec, Québec[41].
- L'Heure de la traite, vers 1920, fusain sur papier, 41,3 x 60,8 cm, Musée national des beaux-arts du Québec, Québec[42].
- Porcs endormis, 1923?, fusain sur papier, 30 x 42,7 cm, Musée national des beaux-arts du Québec, Québec[43].
- Vaches dans les pâturages, 1923?, fusain sur papier, 37,9 x 45,6 cm, Musée national des beaux-arts du Québec, Québec[44].

### Galerie

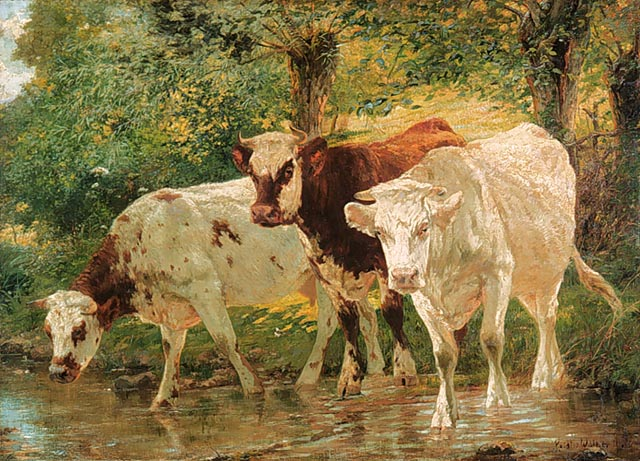
Les Vaches, vers 1915, huile sur toile, 129.9 x 183.3 cm, Musée des beaux-arts du Canada
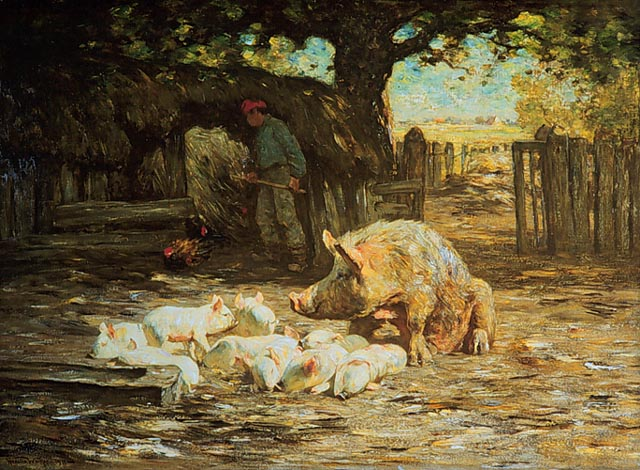
Petits porcs blancs et leur mère, 1911, huile sur toile, 65.8 x 91 cm, Musée des beaux-arts du Canada
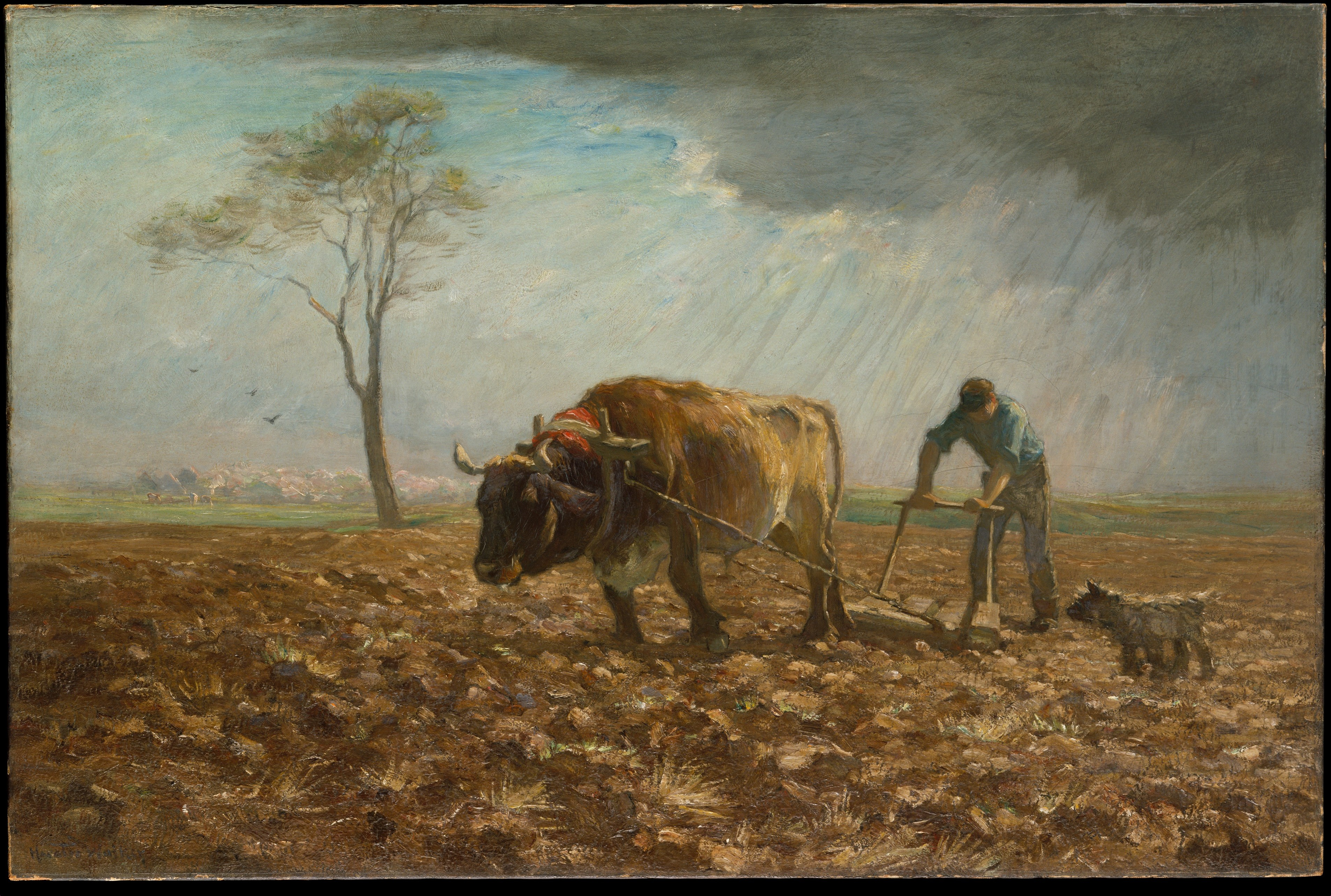
Le laboureur, 1890-1895, huile sur toile, 61 x 91.4 cm, Metropolitan Museum of Art
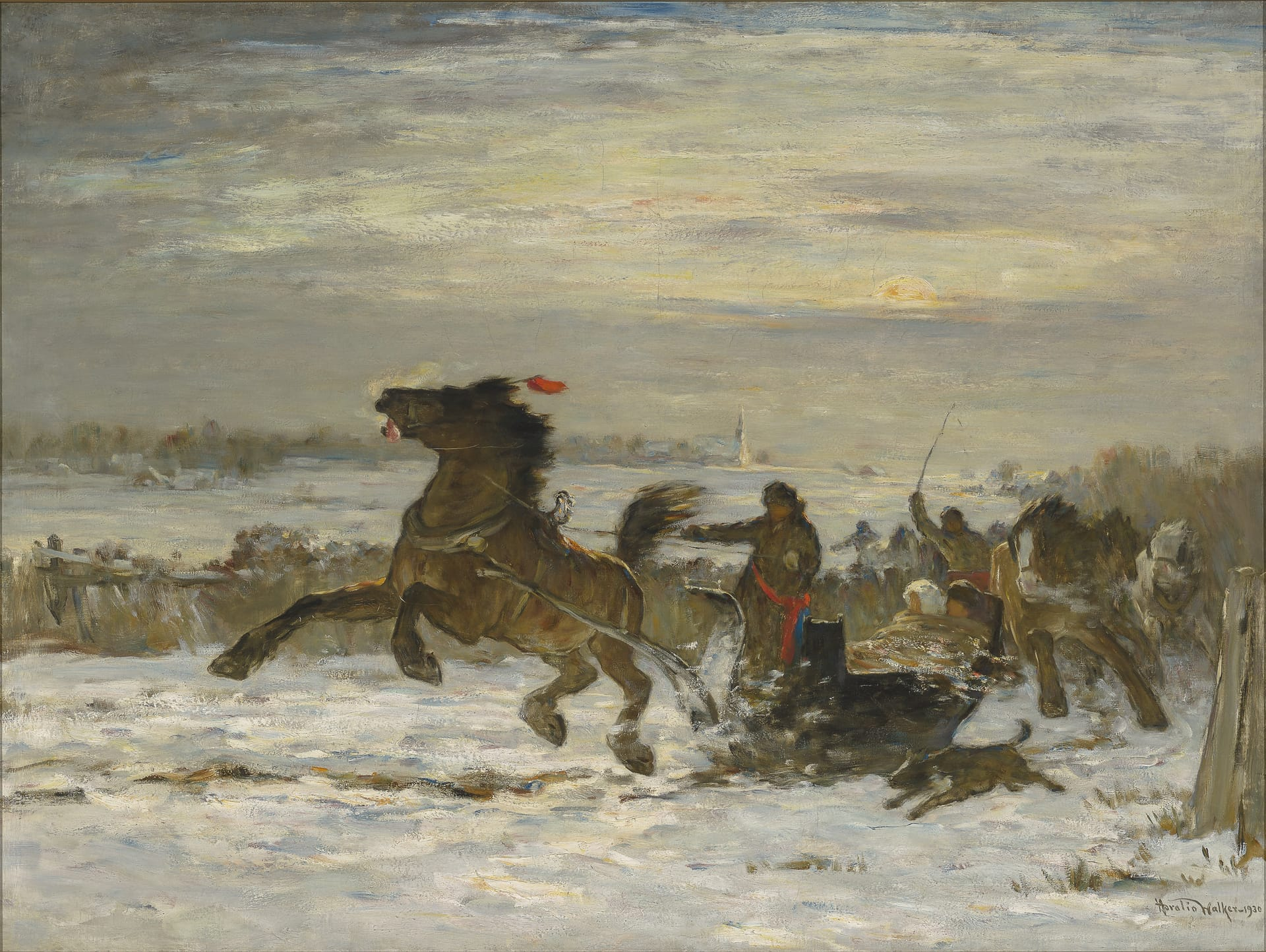
Noce canadienne, 1930, huile sur toile, 91,4 x 121,8 cm, Musée national des beaux-arts du Québec

## Musées et collections publiques
- Musée national des beaux-arts du Québec[45]
- Musée des beaux-arts de Montréal
- Musée des beaux-arts du Canada[46]
- Metropolitan Museum of Art

## Citations
- « You can teach the trade; art cannot be taught. »
- « Tu peux enseigner le métier ; l'art ne peut pas être appris. »

## Sources
- Articles de Paul Lavoie, Le Devoir, 1938
- M.O. Hammond dans Canadian Magazine, 1919
- Encyclopédie Marianopolis
- William G. Colgate, Canadian Magazine, 1934